# Menesia flavotecta
Menesia flavotecta är en skalbaggsart som beskrevs av Lucas Friedrich Julius Dominikus von Heyden 1886. Menesia flavotecta ingår i släktet Menesia och familjen långhorningar. Inga underarter finns listade i Catalogue of Life.